# Stolpe (powiat Ludwigslust-Parchim)
Stolpe – miejscowość i gmina w Niemczech, w kraju związkowym Meklemburgia-Pomorze Przednie, w powiecie Ludwigslust-Parchim, wchodzi w skład Związku Gmin Parchimer Umland

## Toponimia
Nazwa pochodzenia słowiańskiego, od stolp „słup, pal”.